# Dicranopsyra leopardina
Dicranopsyra leopardina är en insektsart som beskrevs av Heinrich Hugo Karny 1923. Dicranopsyra leopardina ingår i släktet Dicranopsyra och familjen vårtbitare. Inga underarter finns listade i Catalogue of Life.